# بني شرع (مناخة)

تعديل مصدري - تعديل

بني شرع هي إحدى قرى عزلة الاغمور بمديرية مناخة التابعة لمحافظة صنعاء، بلغ تعداد سكانها 422 نسمة حسب تعداد اليمن لعام 2004.